# Delacombe
Delacombe är en del av en befolkad plats i Australien. Den ligger i kommunen Ballarat North och delstaten Victoria, omkring 100 kilometer väster om delstatshuvudstaden Melbourne.
Runt Delacombe är det ganska tätbefolkat, med 192 invånare per kvadratkilometer.. Närmaste större samhälle är Ballarat, nära Delacombe. 
Trakten runt Delacombe består till största delen av jordbruksmark. Genomsnittlig årsnederbörd är 764 millimeter. Den regnigaste månaden är juni, med i genomsnitt 94 mm nederbörd, och den torraste är januari, med 26 mm nederbörd.